# Amatemi
Amatemi è un film del 2005 diretto da Renato De Maria.
Questo film è riconosciuto come d'interesse culturale nazionale dalla Direzione generale Cinema e audiovisivo del Ministero per i beni e le attività culturali e per il turismo italiano, in base alla delibera ministeriale del 15 settembre 2003.

## Trama
Dopo anni di matrimonio, Nina, speaker in un centro commerciale, viene lasciata senza alcun motivo dal marito Claudio. Superato lo shock iniziale, decide di cambiare vita lasciandosi tutto alle spalle: modifica il look, comincia a frequentare discoteche e uomini diversi ogni sera. Quest'improvvisa libertà la porta a una profonda riscoperta di sé che avrà esiti felici sia nel lavoro che in amore; dimenticato ormai Claudio, troverà infatti conforto in Drazen, affascinante e misterioso straniero.

## Colonna sonora
- Oriental train (A.Nicoletti, G.Greco)
- Bring me water (A.Nicoletti, G.La Gorga, M.Bandettini)
- Acid drink (A.Nicoletti)
- Angels, Flat cat (Cristiano Balducci)
- Perfect (Asha Puthli)
- Equinox (DJ Sensei, Cimatic)
- Bellamore, Cadere (Riccardo Sinigallia)
- I've been waiting for you (Costanza Francavilla)
- Aria (G.Chiarello)
- Tunnel (F.Camici, D.Assuntino)
- Stand up (Pussy Dub Foundation)
- Papacito rico (Alison Diaz)
- In the jungle (Freaks Jam)
- Estate (Valerio Liboni)
- Tanta voglia di lei (Pooh)

La canzone che Nina canta in macchina è Bellamore.

## Accoglienza

### Critica
- Una cura attenta dei dettagli, un'acuta e ironica riflessione sui sentimenti e la solitudine. Commento del dizionario Morandini ().[1]
- Già visto e sentito. Commento del dizionario Farinotti ()[2]

## Citazioni e riferimenti ad altre pellicole
- Il film che Nina guarda prima con Claudio, poi con le sue amiche, è La prima notte di quiete di Valerio Zurlini.